# اوته اشتایندورف
اوته اشتایندورف (انگلیسی: Ute Steindorf؛ زادهٔ ۲۶ اوت ۱۹۵۷) قایقران روئینگ اهل آلمان شرقی بود.